# Протести в Полша (1970)
Протести през декември 1970 г., наричани още декемврийски събития, декемврийски бунтове, кръвопролития на крайбрежието или накратко Декември 1970-а са работнически протести в Полша в периода 14 – 22 декември 1970 г. (демонстрации, протести, стачки, митинги, безредици) основно в Гдиня, Гданск, Шчечин и Елблонг, потушени от милицията и армията.

## Зараждане на декемврийските протести
Непосредствена причина за стачките и демонстрациите е въведеното на 12 декември увеличение на цените на дребно на месото, месните продукти и други хранителни стоки. Решението за това е взето на 30 ноември 1970 г. на заседание на Политбюро на ЦК на Полската обединена работническа партия (ПОРП). От 8 декември в Министерство на отбраната и Министерство на вътрешните работи започва подготовка за „опазване на реда и обществената сигурност“, а на 11 декември частите на МВР са приведени в състояние на пълна готовност. На 12 декември вечерта общността е информирана по радиото за повишаването на цените на основните хранителни стоки средно с около 23% (брашното със 17%, рибата с 16%, конфитюрите и сладката с 36%). На 13 декември пресата също публикува съобщение за увеличаването на цените.

## Ход на събитията
Обществеността реагира с протести. Организират се митинги, като се настоява властите да отменят увеличаването на цените, да регулират системата за плащания (и конкретно принципите, по които се начисляват премии) и да бъдат отстранени от власт виновните за повишаването на цените (Владислав Гомулка, Юзеф Циранкевич и Станислав Кочолек).

### Понеделник 14 декември
В понеделник работниците от огромното промишлено предприятие – Корабостроителница „Ленин“ в Гданск, отказват да започнат работа и многохилядната тълпа се насочва към намиращото се наблизо седалище на Войводския комитет на ПОРП в Гданск. Настояват за среща с първия секретар на Войводския комитет на ПОРП, а от директора на корабостроителницата – Станислав Жачек искат да започне преговори по въпроса за отмяна на поскъпването. Исканията им обаче не са изпълнени. Същия ден се стига до първите сблъсъци на гражданите с народната милиция (МО).
Преди обяд делегация на корабостроителите прави опити за провеждане на разговор с ректора на Политехника гданска (ПГ) и на стълбището на централната сграда на ПГ се стига до схватка със заместник-ректора Велницки. В 17.00 часа на площадката пред централната сграда на ПГ е направен опит за организиране на митинг, но поради негативната реакция на студентите (през март 1968 г. работниците, в това число и корабостроителите, сътрудничат на милицията при потушаване на студентските протести) събралото се множество се отказва от митинга и тръгва към Гданск, за да „покаже своята сила“, както прокламират корабостроителите от радиоколата. В Гданск, близо до виадукта Блендник, се стига до първите сблъсъци с MO. Малко по-късно към протестиращите се присъединява голям група студенти от Медицинската академия в Гданск (МАГ). Същата вечер в митингите на площада пред Централна гара и пред сградата на Войводския комитет на ПОРП участват стотици студенти от ПГ и МАГ.

### Вторник 15 декември
В този ден е обявена всеобща стачка, към нея се присъединяват и други предприятия от Гданск, работници от корабостроителница „Парижка комуна“ и работници от „Замех“ в Елблонг. В състава на първия стачен комитет влизат: Збигнев Ярош (председател), Йежи Гурски (заместник-председател), Станислав Ожембло, Ришард Подхайски, Кажимеж Шолох, Лех Валенса и Зофя Зейсер. Едно от исканията е да бъдат освободени арестуваните по-рано активисти. Работниците продължават шествието си и се преместват пред сградата на Войводския комитет на ПОРП, за да проведат обявения преди това митинг, но там се натъкват на части на MO. Властите не желаят да допуснат демонстрантите до сградата на партията и вземат решение да бъдат използвани палки и други защитни средства (включително и сълзотворен газ). В резултат на това се стига до улични боеве и сблъсъци с MO, а късно вечерта на 15 декември и до подпалване на сградата на Войводския комитет на ПОРП в Гданск. Обявена е окупационна стачка. Войската и полицията блокират пристанищата и корабостроителниците.
В същото време в Гдиня са написани 8 основни искания, които са предадени на председателя на президиума на Градския народен съвет, Ян Мариански. Той обещава да ги предаде на вицепремиера Станислав Кочолек, като обаче в замяна на това иска демонстрантите да се разотидат по домовете си. Сред основните искания са: заплатите на работниците да бъдат увеличени съобразно последното увеличаване на цените, да бъде увеличена минималната работна заплата (и най-вече тази на работещите срещу най-ниско заплащане жени), да се редуцира разликата между заплатите на физическите работници и на упражняващите умствен труд (което включва и искане директорът на предприятие да не може да получава заплата, надвишаваща с повече от 1000 злоти заплатата на работник с висше образование), както и да бъде определен размер на болничните, отговарящ напълно на загубената по време на боледуване надница. През нощта са арестувани членовете на стачния комитет в Гдиня.
Докато сградата на Войводския комитет на партията гори, обитателите на поправителния дом в Малборк се втурват да ограбват магазините на улица „Райска“ и близките около нея улици. Част от манифестантите се опитва да ги спре, но безрезултатно. Около обяд на територията на Ремонтната корабостроителница в Гданск корабостроителите завземат един танк. Следобед към воюващите в Гданск корабостроители се присъединяват един по един студенти, чиито лекции са приключили. Около 16.00 часа пред самата железопътна гара снайперист застрелва човек, който може би е просто минувач, тъй като в този момент битките се водят край управлението на НМ, а не на гаровия площад (носещ името Лелнинградски). Изстрелът идва откъм виадукта Блендник, където в този момент няма нито войска, нито милиция, следователно би трябвало да е стрелял снайпер, намиращ се най-вероятно на кулата на Центъра по корабна техника край Блендник. След това корабостроителите полагат вътре в сградата на гарата тленните останки на прегазения от танк техен колега, разбиват цветарския магазин на гарата и подпалват билетните каси. Когато войската и милицията се появяват на Блендник и при комитета, демонстрантите, заплашени да бъдат обкръжени, влизат в гарата и в спрелия там електрически влак, който потегля веднага, щом на гарата се появява милицията.

### Сряда 16 декември
Стачката се разраства и обхваща поредните предприятия по Крайбрежието. Корабостроителницата в Гданск е обградена от войска. Хората, които опитват да се приближат до корабостроителницата, биват брутално бити. В Шчечин телевизията информира за събитията в Гданск. Нарича ги хулиганство.

### Черният четвъртък 17 декември
Властите решават да използват войската. При сблъсъците са ранени много хора и от двете страни. Сутринта на железопътна спирка Гдиня корабостроителница, части на народната милиция обстрелват събралото се множество работници от корабостроителница „Парижка комуна“. По данни на прокуратурата са загинали около десет души. В центъра на Гдиня се формира шествие с бяло-червени флагове, което тръгва по улиците „Десети февруари“ и „Мархлевски“ към пристанище Гдиня-Корабостроителница, където се сблъсква с войската. Шествието се събира отново на улица „Червени косинери“ и тръгва към центъра на Гдиня. Начело на шествието шестима мъже носят положеното върху врата тяло на млад мъж (Збишек Годлевски), зад тях носят окървавени националните флагове. Шествието достига до сградата на общината на улица „Швентоянска“, където се стига до поредните сблъсъци. В похода вземат участие представители на всички професии и всички обществени групи. По улиците на Слупск и Елблонг се провеждат демонстрации. Към стачкуващите се присъединяват работници от шчечинската корабостроителница „Адолф Варски“, които демонстрират с хиляди хора по улиците на града, и спрямо които войската и милицията използват сила, когато протестиращите подпалват сградата на Войводския комитет на ПОРП. Загиват 16 души, сред които много младежи и минувачи, случайно попаднали на територията на прерасналия в битка протест. Междувременно обществените служби започват постепенно да потушават стачките и демонстрациите по Крайбрежието.

### Петък 18 декември
Корабостроителницата в Шчечин е обградена от войската, така како се случва преди това с корабостроителницата в Гданск. В Елблонг решават да бъде използвана сила, което води до сблъсъци с демонстрантите. Към градовете в северна Полша се присъединяват Бялисток, Ниса, Освиенцим, Варшава и Вроцлав, където са организирани нови стачки. Те са много по-малки по мащаб и много по-краткотрайни от тези в Гданск, Гдиня и Шчечин.

### Събота 19 декември
В събота все още продължава стачката в Шчечин (ръководи я Мечислав Доперал), която приключва на 22 декември. Корабостроителниците и пристанищата в Гданск и Гдиня не работят. Във всички обхванати от вълненията градове е въведено извънредно положение и полицейски час.

## Реакцията на държавната власт
При вестта за събитията в Гданск ръководството на ПОРП (Политбюро в състав: Владислав Гомулка, Мариан Спихалски, Юзеф Циранкевич, Игнаци Лога-Совински, Мечислав Мочар, Войчех Ярузелски, Алойзи Каркошка, Зенон Клишко, Кажимеж Швитала, Тадеуш Петшак) издава заповед срещу демонстрантите да бъде използвано огнестрелно оръжие, при което, съгласно заповедта на Гомулка, след предупредителните изстрели във въздуха трябва да се стреля надолу в краката. Много от милиционерите и войниците (които са информирани, че ги изпращат да потушат изстъпленията на „гданските немци“), стрелят направо срещу демонстрантите, а изстрелите, отправени към паветата в краката на демонстрантите, рикошират и също предизвикват наранявания, някои от които смъртоносни. Използвани са 550 танка и 700 бронетранспортьора от Осма механизирана дивизия. На борба с демонстрантите са изпратени 5 хиляди милиционери и 27 хиляди войници. Вълненията на Крайбрежието са потушени. Акцията наблюдава лично пристигналият в Труймясто заместник-министър на отбраната Гжегож Корчински.

## Равносметка на събитията
При репресиите през декември 1970 г. са убити 41 души: 1 в Елблонг, 6 в Гданск, 16 в Шчечин и 18 в Гдиня. Ранени са 1164 души. Задържаните са повече от 3 хиляди. При сблъсъците загиват и няколко служители на Народна милиция и войници, а няколко десетки са ранени. Унищожени са петнайсетина военни коли, между които БТР-и и танкове. Подпалени са 17 сгради (между които сградите на войводския комитет на ПОРП в Гданск и Шчечин), разбити са 220 магазина, подпалени са няколко десетки коли.
Някои историци твърдят, че като се има предвид броят на жертвите, става дума за вътрешнополитически игри, които са използвани, за да бъде компрометиран Гомулка и да бъде отстранен от властта (на 20 декември той е заменен на длъжността първи секретар на Централния комитет на ПОРП от Едвард Герек). Тази хипотеза се потвърждава в известна степен от факта, че центърът за вземане на решения се разделя на воюващи помежду си (Клишко, Кочолек и Петшак) политически фракции. Липсата на ясна стратегия и на разбирателство между тези групировки най-вероятно е една от основните причини за трагичните събития.
От документацията на Института за национална памет става ясно, че декемврийските събития не са се ограничили само до Крайбрежието. До демонстрации и стачки се стига и в Краков и Валбжих, както и в други градове. Според изчисленията на историците във вътрешността на страната в онзи момент са стачкували над от 20 хиляди души.

## Отговорността на властимащите
След падането на социалистическата система, никой от тогавашните властимащи не понася отговорност за събитията през декември 1970 г. Единственият официален жест е извинението за грешките и обещанието на „народната власт“ по време на срещата на Герек с работници в Гданск след събитията по Крайбрежието. Гомулка също не поема отговорността върху себе си, а я прехвърля върху част от членовете на пленума на ЦК, макар в писмо до Герек, написано на 6 февруари 1971 г., да признава: „Моята позиция беше, че щом сме изправени пред брутално нарушаване на обществения ред, пред насилие срещу милиционери, подпалване на обществени сгради и др., трябва да използваме оръжие срещу нападателите, като се стреля в краката им“.
Смяната на системата прави възможна и смяната на този подход. През 1995 г. тогавашната Войводска прокуратура в Гданск внася във Войводския съд обвинителен акт срещу Ярузелски, Кочолек, Тучапски и двама от командващите войската при потушаването на протеста. Първото съдебно заседание се провежда през март 1996 г. Три години по-късно процесът е прехвърлен във Варшава.

## Декември 1970 в изкуството
- Препратки към събитията от декември '70 има в Ballada o Janku Wiśniewskim и във филма на Анджей Вайда Човекът от желязо, в който баладата пее Кристина Янда.
- 17 декември 1970 г. се пада в четвъртък, откъдето идва и определянето му като черен четвъртък. Препратка към това е филмът Czarny czwartek (премиера на 25 декември 2011), който е сниман в Труймясто (най-вече в Гданск), където жертвите са най-многобройни.
- Препратки към декемврийските събития в Шчечин има и във филма от 1991 на режисьора Йежи Вуйчик със заглавие Skarga.
- Рапърът Tadek създава песента Ballada grudniowa посветена от събитията от декември 1970 г., издадена в диска Niewygodna prawda (2012). Автор на текста е анонимен участник в събитията през декември 1970 г.
- Групата Holy Smoke от Тчев създава песен със заглавие Janek. Песента е от диска Quo vadis (2011), албумът е вдъхновен от следвоенната полска история.